# ブルーノ・カラベッタ
ブルーノ・カラベッタ（Bruno Carabetta 1966年7月27日-) は、フランスのオー＝ラン県ミュルーズ出身の柔道選手。現役時代は65kg級の選手。身長172cm。5人兄弟で、弟のバンサンゾ・カラベッタは1996年嘉納杯86kg級で優勝した。

## 人物
1986年の世界ジュニア65kg級では決勝で大熊政彦を2－1の微妙な判定で破って優勝した。1988年からヨーロッパ選手権では3連覇を達成した。さらに、ソウルオリンピックでは銅メダルを獲得した。1989年の世界選手権でも3位となった。1992年には階級を71kg級に上げてバルセロナオリンピックに出場するが5位にとどまり、前回に続いてのメダル獲得はならなかった。引退後の2007年にはミュルーズで泥酔して暴力沙汰に関わった結果、執行猶予1年の刑を受けた。

## 主な戦績
- 1984年 - イギリス国際　優勝(60kg級)

65kg級での戦績
- 1985年 - ヨーロッパジュニア　優勝
- 1986年 - フランス国際　3位
- 1986年 - 世界ジュニア　優勝
- 1986年 - 世界軍人柔道選手権大会　3位
- 1986年 - ヨーロッパジュニア　優勝
- 1987年 - 韓国国際　3位
- 1988年 - フランス国際　優勝
- 1988年 - ヨーロッパ選手権　優勝
- 1988年 - ソウルオリンピック　3位
- 1989年 - ヨーロッパ選手権　優勝
- 1989年 - 世界選手権　3位
- 1990年 - ヨーロッパ選手権　優勝
- 1990年 - 嘉納杯　3位
- 1991年 - フランス国際　優勝(71kg級)
- 1991年 - ヨーロッパ選手権　5位
- 1991年 - 世界選手権　5位

71kg級での戦績
- 1992年 - フランス国際　3位
- 1992年 - ヨーロッパ選手権　2位
- 1992年 - バルセロナオリンピック　5位